# Sven Hugo Persson
Sven Hugo Persson, född 13 februari 1948 i Lundby, Göteborg, är en svensk litteraturvetare, författare och översättare.

## Biografi
Sven Hugo Persson disputerade i litteraturvetenskap vid Göteborgs universitet 1979. Avhandlingen har titeln Från grymhetens till motståndets estetik och behandlar Peter Weiss tidiga författarskap och särskilt dramat Mordet på Marat.
1981–1999 var Persson anställd vid Sveriges Radios kulturredaktion, och har även senare ofta frilansat och medverkat i program, senast hösten 2019 i Ring Kulturradion. I början av 1990-talet var Persson programledare för Filmkrönikan i SVT och arbetade därefter med kulturprogrammet Nike. 1999 till 2015 arbetade han som dramaturg vid Kungliga Dramatiska Teatern.
Som manusförfattare och översättare är Persson mest anlitad för arbeten inom musikaler och komedier. Han skriver även sångtexter och revyer. Persson har skrivit manus till bland annat satirprogrammet Lorry, flera shower med Lill Lindfors, Reuter & Skoog (SVT 1999) och Det stora kalaset på Stockholms stadsteater (2020).  
Persson är också verksam som bildkonstnär och har haft många utställningar, senast Galleri Nordostpassagen i Stockholm 2019 och Limhamns konsthall 2020.      

## Verk

### Översättningar
| År   | Produktion                               | Upphovsmän                                                        | Regi            | Teater                 |
| ---- | ---------------------------------------- | ----------------------------------------------------------------- | --------------- | ---------------------- |
| 1996 | A Chorus Line                            | James Kirkwood, Nicholas Dante, Edward Kleban och Marvin Hamlisch | Thomas Ryberger | Riksteatern            |
| 2002 | Tolvskillingsoperan Die Dreigroschenoper | Bertolt Brecht och Kurt Weill                                     | Åsa Melldahl    | Östgötateatern         |
| 2003 | Allt eller inget The Full Monty          | Terrence McNally och David Yazbek                                 | Marianne Mörck  | Stockholms stadsteater |
| 2004 | Kuddmannen Pillowman                     | Martin McDonagh                                                   | Stefan Larsson  | Dramaten               |
| 2005 | South Pacific                            | Richard Rodgers och Oscar Hammerstein                             | Åsa Melldahl    | Malmö Opera            |
| 2011 | Don Pasquale                             | Gaetano Donizetti och Giovanni Ruffini                            | Philip Zandén   | Kungliga Operan        |